# Lorenzo Valverde
Lorenzo Valverde (Barcelona, 1961) és un artista català que actualment viu i treballa a la ciutat alemanya de Colònia. Ha treballat en nombroses exposicions individuals com també exposicions col·lectives.